# Friedenfels

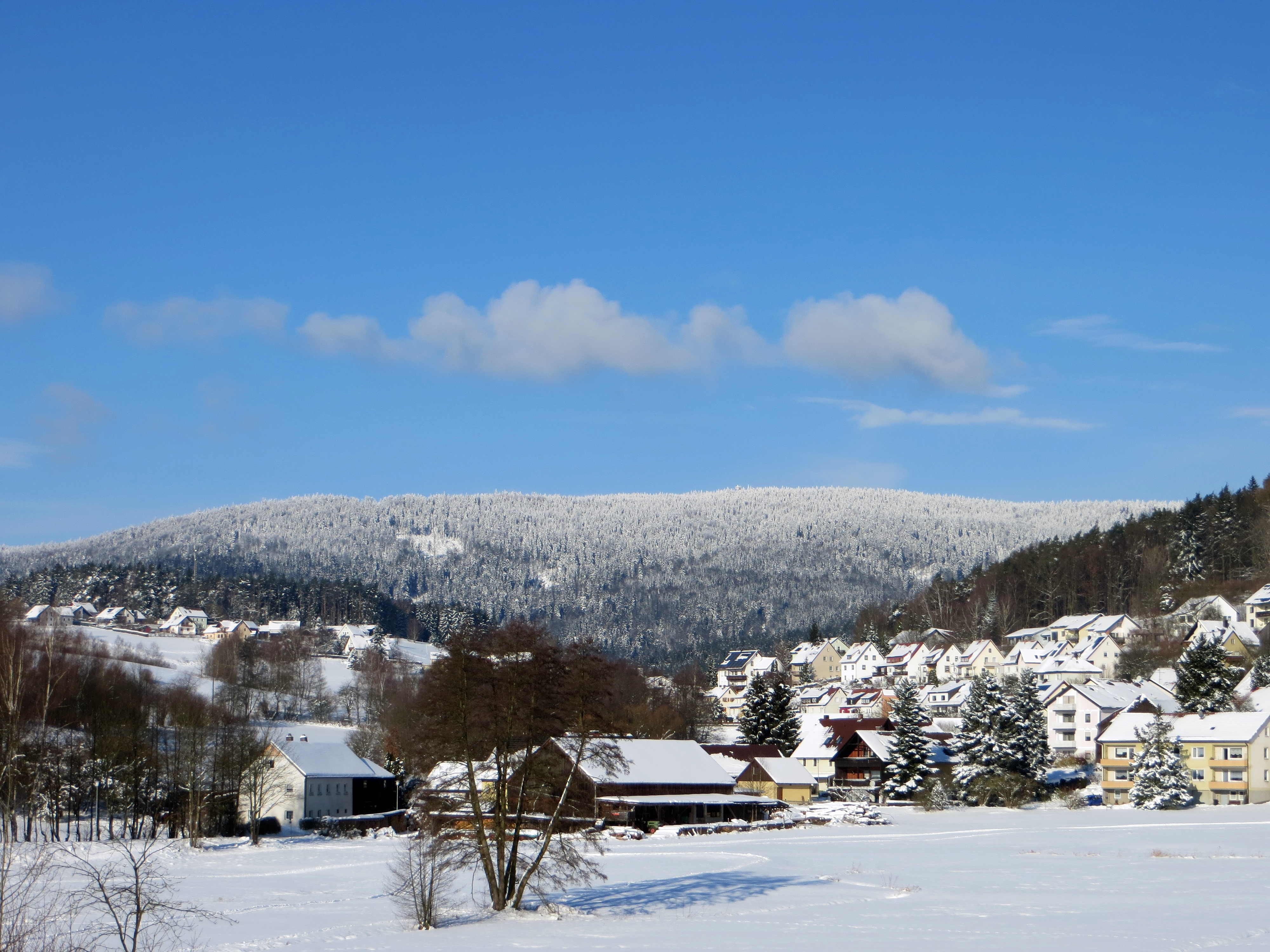
Blick von Friedenfels zum Steinwaldkamm

Friedenfels (bairisch: Frienfels) ist eine Gemeinde im Oberpfälzer Landkreis Tirschenreuth. Der gleichnamige Hauptort ist ein staatlich anerkannter Erholungsort am Südhang des Naturparks Steinwald.

## Gemeindegliederung
Es gibt 12 Gemeindeteile (in Klammern ist der Siedlungstyp angegeben):
- Altenreuth (Weiler)
- Bärnhöhe (Dorf)
- Bobenwart (Einöde)
- Frauenreuth (Dorf)
- Friedenfels (Pfarrdorf)
- Haferdeckmühle (Einöde)
- Köhlerlohe (Einöde)
- Oed (Weiler)
- Schönfuß (Dorf)
- Trettmanns (Dorf)
- Unterneumühle (Weiler)
- Voitenthan (Dorf)

Das Gemeindegebiet umfasst die Gemarkungen Bärnhöhe, Friedenfels und Voitenthan.

## Geschichte

### Bis zum 19. Jahrhundert
Der Ort ist aus den früher eigenständigen Dörfern Frauenreuth, Schönfuß, Trettmanns und Öd zusammengewachsen. Sein Name leitet sich vom Schloss Friedenfels ab. Die öfters genannte angebliche Ersterwähnung im Jahr 1553 lässt sich archivalisch nicht nachweisen. Das Schloss Friedenfels entstand vielmehr erst nach der Erbteilung zwischen den Brüdern Christoph und Friedrich Sittich Notthafft von Weißenstein im Jahr 1586. Während Christoph das Schloss Thumsenreuth erhalten hatte, baute sich Friedrich Sittich auf der Anhöhe über Schönfuß ein neues Schloss. Der Name des Schlosses Friedenfels ist verknüpft mit dem Streit der Brüder Christoph und Friedrich Sittich Notthafft, von denen ihr Vormund einst sagte, es würde nicht guttun, wenn sie beisammen in einem Haus wohnten, selbst wenn sie „zween sonderliche Küchen haltten“ würden. Der jüngere von beiden war froh, nach der Erbteilung endlich Frieden mit seinem Bruder gefunden zu haben und nannte sein neues Schloss wohl deshalb Friedenfels.
Bis 1882 blieb das Gut Friedenfels in den Händen der Familie von Notthafft, dann gelangte es an den Stuttgarter Großindustriellen Gustav von Siegle und schließlich über dessen Tochter an die Freiherrn von Gemmingen-Hornberg.

### Eingemeindungen
Im Jahr 1939 wurde die Gemeinde Bärnhöhe eingegliedert. Im Zuge der Gebietsreform in Bayern kamen am 1. Januar 1978 Teile der aufgelösten Gemeinde Voitenthan hinzu.

### Einwohnerentwicklung
Zwischen 1988 und 2018 sank die Einwohnerzahl von 1437 auf 1241 um 196 bzw. um 13,6 %.

## Politik

### Gemeinderat
Die Gemeinderatswahl 2020 führte zu folgender Sitzverteilung:
| Partei/Liste    | Sitze 2020 |
| --------------- | ---------- |
| CSU             | 5          |
| GRÜNE/Neue Wege | 2          |
| SPD             | 2          |
| UFW/FW          | 3          |

### Bürgermeister
Zum Ersten Bürgermeister wurde 2020 Oskar Schuster (UFW/FW) gewählt. Sein Vorgänger war Gottfried Härtl (CSU).

### Wappen
| Wappen von Friedenfels | Blasonierung: „Unter einem goldenen Schildhaupt, darin ein blauer Balken, in Blau ein dreiteiliger silberner Felsenberg, auf dessen äußeren Spitzen je eine silberne Fichte steht; dazwischen schwebend ein goldener Steinhauerhammer.“ |
| Wappen von Friedenfels | Wappenbegründung: Der dreiteilige Felsenberg mit zwei Fichten versinnbildlicht den Gemeindenamen und die topographische Situation der Gemeinde. Der Steinhauerhammer stellt eine Verbindung zur großen wirtschaftlichen Bedeutung der örtlichen Granitindustrie her. Das goldene Schildhaupt mit blauem Balken ist vom Stammwappen der Freiherren Nothaft von Weißenstein hergeleitet, die Friedenfels 1585 zum Mittelpunkt eines Teil der Herrschaft Weißenstein (Frauenreuth und Schönfuß) machten und vor 1588 das Schloss erbauen ließen. Die Familie Nothaft hatte die Hofmark bzw. das Landgut Friedenfels bis 1882 inne. Dieses Wappen wird seit 1957 geführt. |

## Kultur und Sehenswürdigkeiten

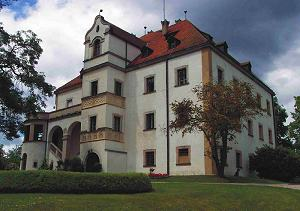
Schloss Friedenfels 2004

### Baudenkmäler
Das Schloss Friedenfels liegt inmitten eines Parks; es erhielt sein heutiges Aussehen durch einen Umbau nach Plänen des Münchener Architekten Emanuel von Seidel im Jahr 1900. Bis 1882 war Schloss Friedenfels im Besitz der Freiherrn Notthafft von Weißenstein; heute besitzen es die Freiherren von Gemmingen-Hornberg. Schloss und Park sind Privatbesitz und können nicht besichtigt werden.
Die dem Schlosskomplex eingefügte katholische Kirche Maria Immaculata ist aus der 1684 von Georg Rudolf Notthafft Freiherr von Weißenstein errichteten Schlosskapelle hervorgegangen. Um 1870 musste das zu klein gewordene Kirchlein einem neugotischen Neubau weichen, der 1937/38 nochmals vergrößert wurde und dadurch sein heutiges Aussehen erhielt. Der Innenraum wird von einer Holztonnenkonstruktion überspannt; die Ausstattung ist neugotisch-byzantisierend. Ein an der Außenseite der Kirche angebrachtes Epitaph erinnert an den Freiherrn Georg Rudolff Notthafft (* 14. Januar 1660; † 28. Mai 1714), den Stifter der Friedenfelser Schlosskapelle, und dessen Ehefrau Anna Sophia Barbara Notthafft, geborene Freiin von Sparneck (* 24. Oktober 1675; † 6. März 1729).
Eine Friedenfelser Besonderheit stellt der etwas außerhalb des Ortes gelegene Notthafftische Waldfriedhof dar. 1878 hatte Baron Maximilian Joseph von Notthafft auf dem sogenannten Muttergottesbühl ein Familienbegräbnis gestiftet. Nachdem in der Nacht vorher die im 19. Jahrhundert auf dem Thumsenreuther Friedhof bestatteten Familienmitglieder exhumiert worden waren, wurde der Notthafftische Waldfriedhof am 16. April 1878 durch die Pfarrgeistlichkeit von Erbendorf und den Friedenfelser Benefiziaten Georg Bissinger feierlich eingeweiht und die aus Thumsenreuth überführten sterblichen Überreste wieder der geweihten Erde übergeben. Jede Grabstätte wurde mit einem Grabmonument aus der Friedenfelser Syenitschleiferei versehen. Zwölf Mitglieder der Familie Notthafft fanden hier ihre letzte Ruhe.

### Naturdenkmäler
Friedenfels grenzt an den Naturpark Steinwald.

## Wirtschaft und Infrastruktur

### Verkehr
Durch den Ort führt die Staatsstraße 2121. Von 1894 bis 1958 war Friedenfels Endpunkt einer schmalspurigen Industriebahn, der Bahnstrecke Reuth–Friedenfels.

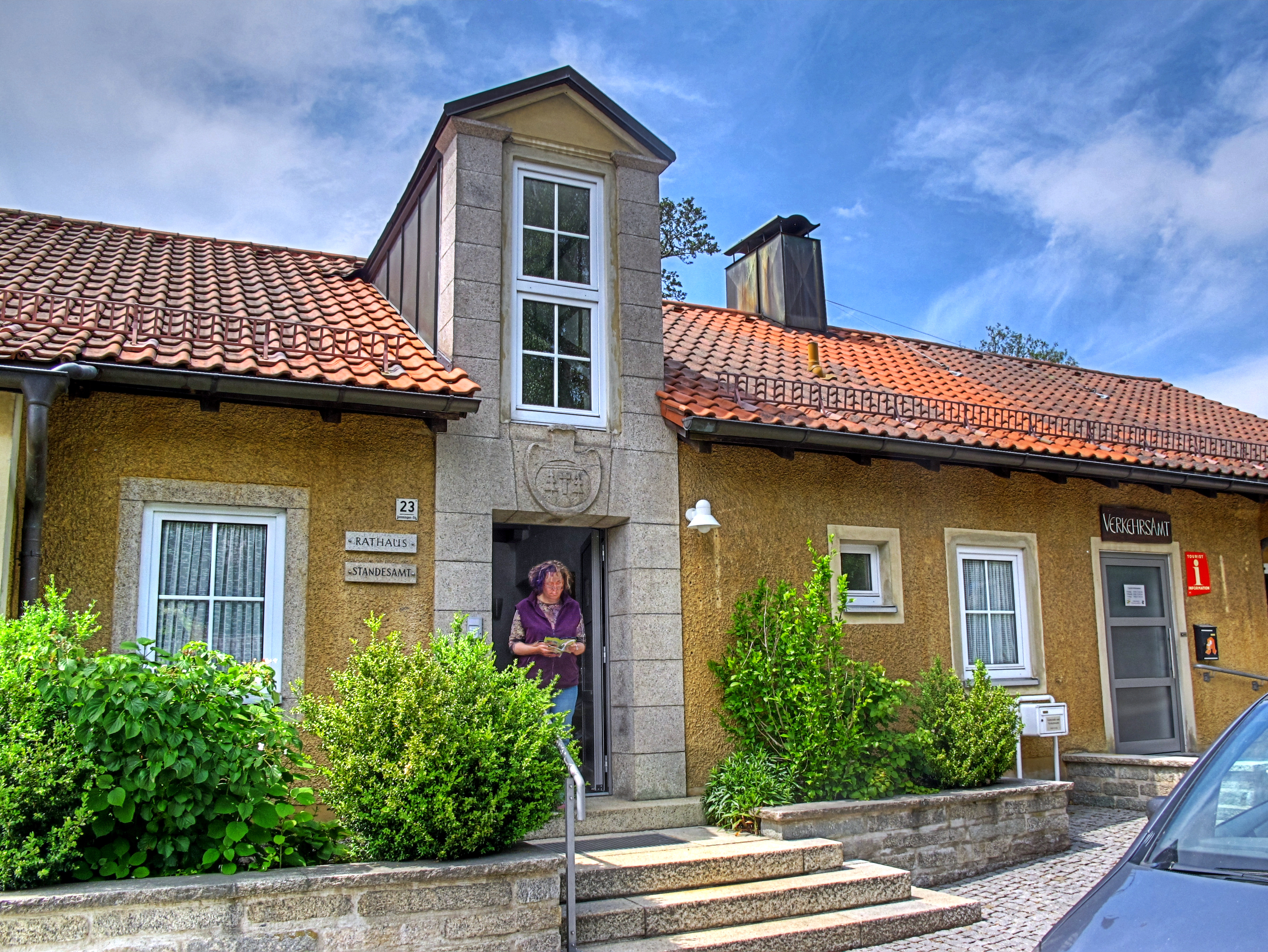
Friedenfelser Rathaus und Verkehrsamt

### Ansässige Unternehmen
- Schlossbrauerei Friedenfels

### Öffentliche Einrichtungen
- Freibad
- Kindergarten
- Jugendraum Exile
- Altenstube Steinwaldhalle
- Kinderkrippe

### Bildung
- Grundschule Friedenfels